# Ivonne Attas
Ivonne Attas (Damasco, Siria, 2 de agosto de 1943) es una política venezolana de origen sirio.

## Biografía
Nacida en una familia de comerciantes judíos de Salónica mudada a la ciudad de Damasco, Siria, . Su familia se mudó a Venezuela siendo ella una niña. Culminó estudios de Comunicación Social en la Universidad Católica Andrés Bello, así como realizó estudios de arte dramático en la Escuela de Arte Dramático Juana Sujo.
Su carrera como actriz se vio definida por los roles de villana que ha interpretado en la mayoría de las telenovelas en las que ha actuado, generando incluso odio entre los televidentes fuera de las pantallas. 
En adición a su carrera como actriz, ha sido columnista y entrevistadora para varios medios de comunicación de Venezuela, como los portales venezolanos Gentiuno, Opinión y Noticias y el extinto Atel TV. Estuvo casada con el periodista Valeriano Humpierres, quien llegó a ser director general de Venevisión y con el cual tuvo solo un hijo, el cantautor, escritor y motivador venezolano Jonathan Darío Humpierres, más conocido como Juan Diego

## Carrera política
Ivonne Attas comenzó en la política como Concejal del entonces Distrito Sucre del Estado Miranda en el año 1979, desempeñándose entre 1982 y 1984 como Viceministra de Información y Turismo en el gobierno de Luis Herrera Campins, En 1984, vuelve a ser electa Concejal del Distrito Sucre. El 4 de enero de 1993, Irene Sáez es juramentada como la primera Alcaldesa del recién creado Municipio Chacao, siendo Attas una de las integrantes del Concejo Municipal.
Es electa Alcaldesa del Municipio Baruta entre los años 1995 y 2000, representando al partido social cristiano COPEI. Su período fue prorrogado al posponerse 2 veces a nivel nacional las elecciones municipales pautadas inicialmente para 1998.  En 2011, renunció a postular su candidatura a la Alcaldía del Municipio Sucre.

## Telenovelas
- Lucecita (1967-1968) - Angelina (VILLANA PRINCIPAL)
- Soledad (1969) - Lolita (VILLANA PRINCIPAL)
- Esmeralda (1970-1971) - Silvia Zamora (VILLANA)
- María Teresa (1972) - Reina de López Bello (VILLANA)
- Lucecita (1972) - Angelina (VILLANA PRINCIPAL)
- Una muchacha llamada Milagros (1973-1974) - Irene y Giovanna D'Orsini (VILLANA PRINCIPAL)
- Mi hermana gemela (1974-1975) - Ariana Herrera Salazar de Anselmi
- Mariana de la noche (1975-1976) - Marcia Montenegro de Lugo Navarro (VILLANA PRINCIPAL)
- Cumbres borrascosas (1976)
- La Zulianita (1976-1977) - Rosa Francia
- Laura y Virginia (1977) - Michelle (VILLANA)
- Tres mujeres (1978) - Blanca Aranguren